# Dětřich z Klatov
Dětřich (Teodor) z Klatov (pol. Teodoryk z Klatowej, něm. Dietrich von Klattau) († v únoru nebo březnu 1387 v Avignonu) byl slezský duchovní, kanovník vratislavské kapituly a zvolený biskup vratislavský, který se však fakticky úřadu neujal.

## Život
Dětřich z Klatov byl duchovní českého původu, který se za episkopátu Přeclava z Pohořelé stal kanovníkem katedrální kapituly ve Vratislavi.
Biskup Přeclav zemřel 6. dubna 1376 a zanechal po sobě rozsáhlé biskupství, které patřilo i díky Přeclavovu vynikajícímu hospodaření mezi nejlépe majetkově vybavené ve střední Evropě – jen poplatky (servicium) odváděné papeži činily ročně tři až čtyři tisíce zlatých. Proto o jeho obsazení usilovalo více kandidátů. Vratislavská kapitula zvolila jeho nástupcem již 27. dubna svého člena Dětřicha z Klatov.
To však nevyhovovalo císaři Karlu IV., jenž měl v úmyslu vyhovět přání dosavadního olomouckého biskupa Jana ze Středy, který býval dlouhou dobu Karlovým kancléřem, o přenesení do rodného Slezska. Podporu mu již dříve přislíbil papež Řehoř XI., který proto odmítl Dětřichovo zvolení potvrdit.
Papež Řehoř XI. se roku 1377 na naléhání Karla IV. vrátil z Avignonského zajetí do Říma. Než však mohla být záležitost obsazení vratislavského biskupského stolce vyřešena, dne 26. března 1378 zemřel a po jeho smrti vypuklo schisma, když na jeho místo byli zvoleni jednak Urban VI. v Římě, jednak Klement VII. v Avignonu. Dětřich z Klatov v tom vytušil příležitost a odebral se do Avignonu, kde Klement VII. 8. listopadu 1378 potvrdil jeho volbu a udělil mu biskupské svěcení.
Jednalo se však jen o symbolický akt. Karel IV. – který zemřel pár týdnů poté – i jeho syn Václav IV. zůstali věrni římské obedienci a úkony Klementa VII. neuznávali. Vratislavská kapitula zvolila v nové volbě roku 1380 biskupem Jana ze Středy. Dětřich z Klatov se do své vlasti ani do „své“ diecéze vrátit nemohl a zůstal v Avignonu, kde roku 1387 zemřel. Do smrti užíval titul biskupa vratislavského.